# Luc Orient
Luc Orient is een Belgische stripreeks die begonnen is in 1967 met Michel Regnier als schrijver en Eddy Paape als tekenaar.

## Verhaallijn
Luc Orient en professor Hugo Kala van de Eurocristal laboratoria, en Kala's secretaresse Lora, beleven diverse avonturen met als onderwerpen aliens en wetenschappelijke mysteries. In het begin ontdekt het drietal een gestrand ruimteschip met een buitenaardse bemanning die in 'hybernatie', een soort kunstmatige winterslaap, is. De komst van professor Kala en zijn twee vrienden brengt nieuwe hoop voor de gestrande aliens: vluchtelingen van de planeet Terango (albums 1-2). Kala en Orient slagen erin de slapende bemanning te wekken en het schip weer te activeren. Hun activiteiten worden echter nauwlettend in het oog gehouden door de gestoorde professor Julius Argos, een vroegere collega van professor Kala. Argos wil op zijn manier gebruik maken van de door Kala ontdekte buitenaardse technologie. Kala, Luc Orient, Lora, en Toba (een goede vriend van Luc Orient) reizen vervolgens met hun Terangaanse vrienden Galax Ahj en Lec Hoj naar Terango waar ze de tiran Sectan bevechten die van plan is de Aarde te veroveren (albums 3-5). Sectan verwacht echter een aardse bondgenoot om samen Luc Orient, Hugo Kala, Lora, en Toba uit de weg te ruimen. Die aardse bondgenoot is niemand minder dan professor Julius Argos. De samenwerking verloopt aanvankelijk goed maar Argos wil zijn krankzinnige strategische uitvindingen uitproberen op Terango, die tot mislukken gedoemd zijn, tot grote ergernis van Sectan die gebruik wil maken van zijn eigen arsenaal aan efficiente raketwapens (album 5). Vervolgalbums hebben als onderwerp wetenschappelijke raadsels die de helden trachten te ontsluieren. Luc en Lora krijgen zelfs tijdelijk superkrachten in album 6.

## Albums
De eerste publicatie in Kuifje was op 17 januari 1967, het jaar dat Eddy Paape stopte met de stripreeks Flip Flink.
Vanaf 1969 verschenen van Luc Orient 18 albums op de markt. Het negentiende deel was in de maak, maar is nooit afgemaakt. Van dit deel werden elf pagina's geschreven en zes getekend. Alle albums zijn getekend door Eddy Paape.

## Trivia
Veel van de in de albums over de planeet Terango tentoongestelde technologische snufjes zijn ook te zien in tal van sciencefiction films zoals o.a. Forbidden Planet (het effect van de straalwapens), This Island Earth (de behandeling van de Aardse passagiers in het Terangaans ruimteschip, album 3: De meester van Terango), en Star Wars (de lichtzwaarden in album 14: De planeet der razernij).
In album 5 (Het Woud van Staal) is Granya (de Terangaanse die deel uitmaakt van de rebellen) gevangen genomen door een gelei achtige of ballon achtige vliegende bol. Zo'n vliegende bol is ook te zien in de Britse TV serie The Prisoner (1967) van, en met, Patrick McGoohan.
Album 10 (Het 6de continent) toont verwantschap met de film THX 1138 van George Lucas. In dit album draait alles om een ondergrondse maatschappij die bevolkt is door menselijke wezens zonder (of sterk onderdrukte) gevoelens.
| Nummer | Titel                               | Uitgever(s)                                     | Schrijver(s)                                                        |
| ------ | ----------------------------------- | ----------------------------------------------- | ------------------------------------------------------------------- |
| 1      | Het dal van de drie zonnen          | Uitgeverij Helmond, Le Lombard                  | Michel Regnier                                                      |
| 2      | De bevroren zombies                 | Uitgeverij Helmond, Le Lombard                  | Michel Regnier                                                      |
| 3      | De meester van Terango              | Uitgeverij Helmond, Le Lombard                  | Michel Regnier                                                      |
| 4      | De planeet van de angst             | Dargaud Benelux, Uitgeverij Helmond, Le Lombard | Michel Regnier                                                      |
| 5      | Het woud van staal                  | Dargaud Benelux, Uitgeverij Helmond, Le Lombard | Michel Regnier                                                      |
| 6      | Het geheim van de zeven stralen     | Dargaud Benelux, Uitgeverij Helmond, Le Lombard | Michel Regnier                                                      |
| 7      | De krater van tovenarijen           | Dargaud Benelux, Uitgeverij Helmond, Le Lombard | Michel Regnier                                                      |
| 8      | Het legioen der verdoemde engelen   | Dargaud Benelux, Uitgeverij Helmond, Le Lombard | Michel Regnier                                                      |
| 9      | 24 uur voor de planeet aarde        | Dargaud Benelux, Uitgeverij Helmond, Le Lombard | Michel Regnier                                                      |
| 10     | Het 6e continent                    | Dargaud Benelux, Uitgeverij Helmond, Le Lombard | Michel Regnier                                                      |
| 11     | De vallei van de verstoorde wateren | Dargaud Benelux, Uitgeverij Helmond, Le Lombard | Michel Regnier                                                      |
| 12     | De kristalpoort                     | Dargaud Benelux, Uitgeverij Helmond, Le Lombard | Michel Regnier                                                      |
| 13     | Het aanbeeld van de bliksem         | Dargaud Benelux, Uitgeverij Helmond, Le Lombard | Michel Regnier                                                      |
| 14     | De planeet der razernij             | Le Lombard                                      | Michel Regnier                                                      |
| 15     | Roebak, laatste hoop                | Le Lombard                                      | Michel Regnier                                                      |
| 16     | Caragal                             | Le Lombard                                      | Michel Regnier                                                      |
| 17     | De sporen van doctor X              | Le Lombard                                      | Michel Regnier, Andreas Martens, André-Paul Duchâteau, G. Jourd'Huy |
| 18     | Afspraak om 20 uur in de hel...     | Le Lombard                                      | Michel Regnier                                                      |